# 콜롬부

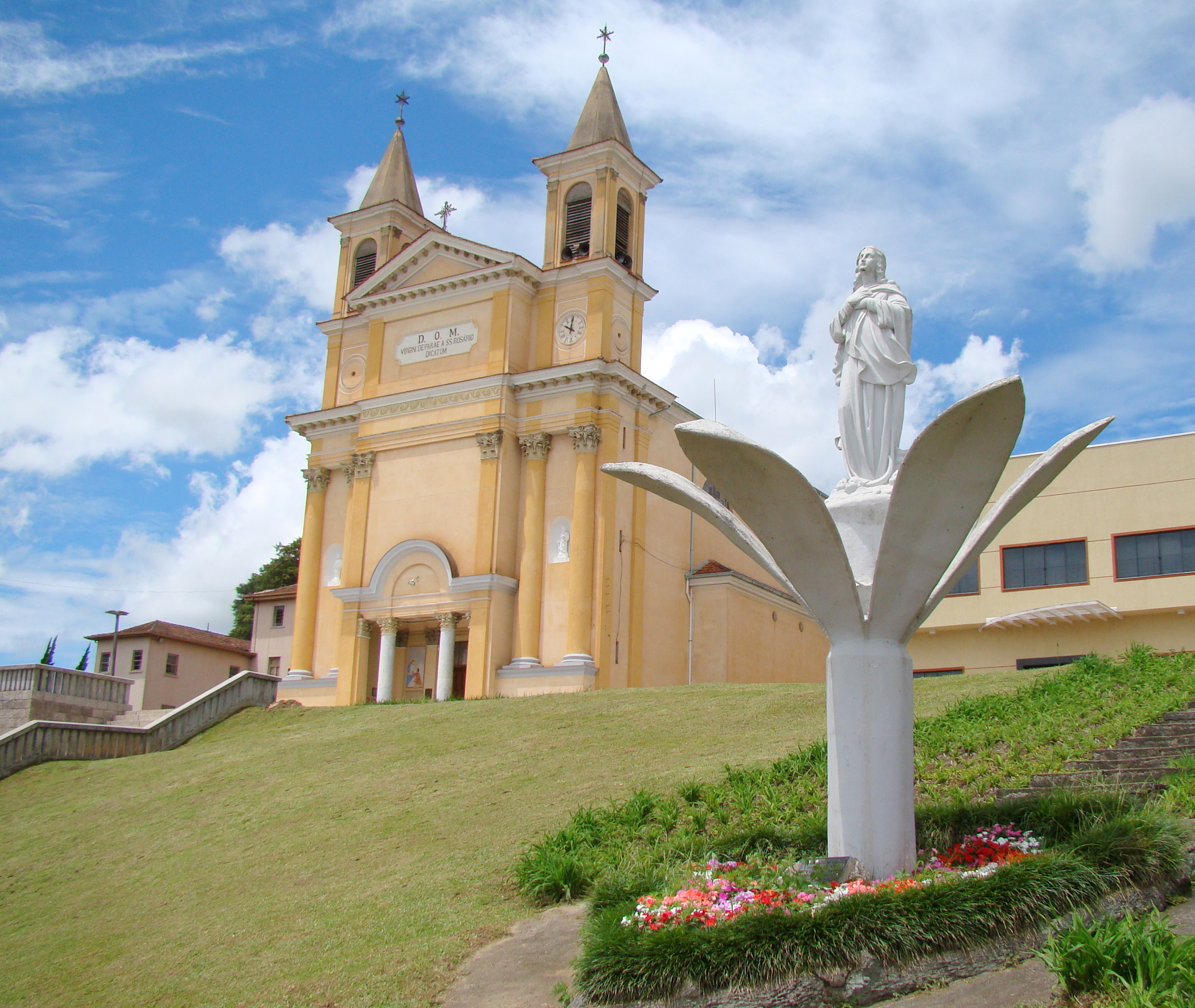
콜롬부

콜롬부(포르투갈어: Colombo)는 브라질 파라나주의 도시이다.